# Aedes dorsalis
Aedes dorsalis é um espécie de mosquito do género Aedes, pertencente à família Culicidae.